# Eugenia Astur
Enriqueta García Infanzón, conocida por el seudónimo Eugenia Astur nació en la villa Tineo el 10 de marzo de 1888, y allí falleció el 10 de enero de 1947.
Procedía de una familia vinculada con la hidalguía rural.
Atraída por las letras, desde su juventud, publicó crónicas, artículos periodísticos  y cuentos. Según Jesús Evaristo Casariego – que la trató personalmente – la primera publicación de Eugenia Astur fue en la revista La Lectura Dominical en 1916.
Colaboró con varios periódicos, entre ellos Región, periódico ovetense, o La Prensa de Gijón. Posteriormente lo haría en los medios de comunicación madrileños tan prestigiosos como El Sol. Más adelante, en su madurez, colaboraría con La Estafeta Literaria y en Domingo.
Sin duda, su libro Riego, estudio histórico-político de la revolución del año veinte fue el que le dio reconocimiento. El texto aparece fechado en 1915, el prefacio lleva la de 1931 y su impresión es de 1933. El libro se imprimió en la Escuela Tipográfica de la Residencia Provincial de Niños de Oviedo y fue costeada por la Diputación Provincial de Oviedo. Contiene un juicio político de Miguel de Unamuno sobre el liberalismo y un prólogo de Miguel Maura.  En 1984, la Consejería de Educación, Cultura y Deportes de Asturias editó una edición facsimilar.

## Obras

### Obras publicadas
- Memorias de una solterona (1919). Novela de carácter autobiográfico.
- La Mancha de la Mora (1929).
- Rosina.
- Flor del Claustro. Comedia teatral.
- Riego, estudio histórico-político de la revolución del año veinte (1933).
- La roca Tarpeya (1949). Editada a título póstumo por su hermana Milagros.

### Obras inéditas
- La Cruz de la Victoria.
- Casamolín.
- El último hidalgo.
- Palacio Valdés y las mujeres de sus novelas.
- El secreto de Budha.
- Amoríos Reales.
- Asturias en la revolución del año veinte.